# أنديرس هنريك فالك
أنديرس هنريك فالك هو سياسي فنلندي، ولد في 25 نوفمبر 1772 في Kerimäki ‏ في فنلندا، وتوفي في 30 نوفمبر 1851 في Eura ‏ في فنلندا.